# Lenny Niemeyer
Lenny Niemeyer (Santos, 9 de janeiro de 1952) é uma estilista e empresária de uma grife homônima de moda praia. Em 2009, lançou o livro Delícia Receber, que oito anos após tornou-se uma série exibida pelo GNT. Além disso, foi responsável pelo uniforme da Comissão Olímpica Brasileira durante a abertura dos Jogos Olímpicos de Verão de 2016.

## Biografia
Nascida em Santos, São Paulo, iniciou sua carreira em 1979, produzindo biquínis para grifes como Fiorucci, Bee, Richards e Andrea Saletto. Em 1991, decidiu criar sua própria marca e abrir sua primeira loja em Ipanema, no Rio de Janeiro. O estilo de vida carioca é característica marcante das peças criadas pela estilista, que produz além de biquínis e maiôs, bolsas e sapatos.
Há mais de 25 anos, Lenny Niemeyer vem representando a moda praia brasileira na Semana de Moda do Rio de Janeiro e na São Paulo Fashion Week. Seus desfiles ganham destaque na temporada de Verão, principalmente pela presença de modelos internacionalmente conhecidas como Gisele Bündchen, Naomi Campbell, Isabeli Fontana e Izabel Goulart. Em 2011, em comemoração aos 20 anos da marca, realizou um desfile ao redor da Lagoa Rodrigo de Freitas, apresentando uma releitura de seus looks mais icônicos de coleções passadas.
Em 2009, lançou o livro Delícia Receber, escrito em parceria com a jornalista Marcia Disitzer. Nele, revela como recepciona seus amigos, desde o que servir no almoço de domingo até a decoração e playlist de uma festa. Co-assinou ainda o livro Inside Rio, da editora francesa Flammarion, no qual apresenta um tour por 25 casas com arquitetura e design excepcionais. Em 2017, estrelou no GNT uma série baseada em seu livro, onde dividiu com o público suas dicas de anfitriã.
Há 3 anos atua como coach do projeto SENAI Brasil Fashion ao lado de estilistas como Lino Villaventura, Ronaldo Fraga e Alexandre Herchcovitch, no qual orienta na criação e desenvolvimento de uma mini coleção para ser apresentada em um desfile de moda profissional, com a presença de público especializado. Em 2016, ganhou o concurso para assinar os uniformes da Comissão Olímpica Brasileira nas cerimônias de abertura e encerramento dos jogos olímpicos, no Rio de Janeiro.
Atualmente, possui 18 lojas presentes em diferentes estados do Brasil. Com apelo internacional, a marca também exporta para América do Norte, Europa, Ásia e Oriente Médio. Suas peças podem ser encontradas nas araras de lojas de departamento prestigiadas como Bergdorf Goodman (Nova Iorque) e no e-commerce da Moda Operandi.

## Prêmios
Em 2005, foi a única marca brasileira a integrar a exposição “Fashion Passion – 100 anos de Moda”, em São Paulo. Em 2018 foi eleita pela revista Vogue Brasil uma das brasileiras mais bem-vestidas.
| Ano  | Prêmio              | Notas                                              | Resultado |
| ---- | ------------------- | -------------------------------------------------- | --------- |
| 2001 | Rio Export          | Realizado pelo Firjan                              | Venceu    |
| 2001 | Qualidade Brasil    | Categoria Internacional Express Service            | Venceu    |
| 2003 | Alshop/Visa         | Categoria Complementos e Acessórios para Vestuário | Venceu    |
| 2007 | Mulheres Influentes | Realizado pela Gazeta Mercantil e Jornal do Brasil | Venceu    |
| 2009 | Moda Brasil         | Categoria Coleção Moda Praia                       | Venceu    |
| 2018 | Faz Diferença       | Realizado pelo O Globo                             | Venceu    |
| 2018 | Designer do Ano     | no Mode City, Paris                                | Venceu    |